# Месокоми
Меоскоми (грч. Μεσοκώμη) је насељено место у општини Емануил Папас у периферији Средишња Македонија, Грчка. Према попису из 2021. године било је 73 становника.
Некада је Месокоми било читлучко насеље које је напуштено. Обновљено је 1924. године када је насељено 46 грчких избегличких породица, којих је на попису из 1928. године било 205. Село се раније звало Какара.